# Dexter (Konsul 263)
Dexter (vielleicht Egnatius Dexter Maximus) war ein römischer Politiker und Senator Mitte des 3. Jahrhunderts n. Chr.
Im Jahr 263 war Dexter zusammen mit Nummius Albinus ordentlicher Konsul.
Vielleicht führte Dexter das Cognomen Maximus, das sowohl bei Prosper Tiro als auch in einer Inschrift gemeinsam mit einem Albinus genannt wird. Damit könnte jedoch auch das Konsulat des Jahres 227 gemeint sein, als Marcus Nummius Senecio Albinus und Marcus Laelius Fulvius Maximus Aemilianus gemeinsam Konsuln waren.
François Chausson hält es für möglich, in ihm einen Cousin des Kaisers Gallienus zu sehen, und identifiziert ihn mit einem Egnatius Dexter, dem Herennius Modestinus die Bücher De Excusationibus widmete.
Zumindest möglich ist auch die Identifikation mit einem Senator Nummius Aemilianus Dexter, der im 3. Jahrhundert in Barcino mit einem Standbild geehrt wurde.